# Goblin (Fernsehserie)
Goblin (도깨비, RR Dokkaebi) ist eine südkoreanische Fernsehserie mit Gong Yoo, Kim Go-eun, Lee Dong-wook, Yoo In-na und Yook Sung-jae. Sie besteht aus 16 Episoden und wurde vom 2. Dezember 2016 bis zum 21. Januar 2017 auf tvN ausgestrahlt.

## Handlung
Kim Shin (Gong Yoo) ist ein Goblin und Beschützer der Seelen. Er lebt mit einem amnesischen Sensenmann (Lee Dong-wook), der für verstorbene Seelen verantwortlich ist. Shin will nicht mehr unsterblich sein, braucht dafür aber eine menschliche Braut, um sein langes Leben zu beenden. Ji Eun-tak (Kim Go-eun) ist eine Gymnasiastin, die trotz ihres schwierigen Lebens optimistisch bleibt. Sie ruft den Kobold durch Zufall und durch verschiedene Begegnungen, verliebt sie sich in ihn. Sunny (Yoo In-na) ist die Besitzerin eines Chicken Wing Shops und ist eine intelligente und attraktive Frau, die von allen Männern geliebt wird.

## Besetzung

### Hauptbesetzung
- Gong Yoo als Kim Shin
- Kim Go-eun als Ji Eun-tak
- Lee Dong-wook als der Sensenmann
- Yoo In-na als Sunny
- Yook Sung-jae als Yoo Deok-hwa

### Nebenbesetzung
- Lee El als Samshin
- Kim Sung-kyum als Yoo Shin-woo
- Yum Hye-ran als Ji Yeon-suk
- Jung Yeong-gi als Park Kyung-shik
- Choi Ri als Park Kyung-mi
- Jo Woo-jin als Kim Do-young

## Einschaltquoten
| Episode # | Ausstrahlungsdatum | Quoten      | Quoten                 | Quoten     |
| Episode # | Ausstrahlungsdatum | TNMS-Quoten | TNMS-Quoten            | AGB-Quoten |
| Episode # | Ausstrahlungsdatum | Südkorea    | Seoul (Metropolregion) | AGB-Quoten |
| --------- | ------------------ | ----------- | ---------------------- | ---------- |
| 1         | 2. Dezember 2016   | 6,322 %     | 7,540 %                | 6,7 %      |
| 2         | 3. Dezember 2016   | 7,904 %     | 10,024 %               | 8,1 %      |
| 3         | 9. Dezember 2016   | 12,471 %    | 14,274 %               | 12,0 %     |
| 4         | 10. Dezember 2016  | 11,373 %    | 13,768 %               | 12,7 %     |
| 5         | 16. Dezember 2016  | 11,507 %    | 12,075 %               | 14,0 %     |
| 6         | 17. Dezember 2016  | 11,618 %    | 14,772 %               | 13,0 %     |
| 7         | 23. Dezember 2016  | 12,297 %    | 13,993 %               | 13,5 %     |
| 8         | 24. Dezember 2016  | 12,344 %    | 14,748 %               | 11,6 %     |
| 9         | 30. Dezember 2016  | 12,933 %    | 13,333 %               | 14,6 %     |
| 10        | 31. Dezember 2016  | 12,702 %    | 14,551 %               | 13,3 %     |
| 11        | 6. Januar 2017     | 13,894 %    | 15,749 %               | 14,8 %     |
| 12        | 7. Januar 2017     | 13,712 %    | 15,680 %               | 14,6 %     |
| 13        | 13. Januar 2017    | 14,254 %    | 16,525 %               | 15,3 %     |
| 14        | 20. Januar 2017    | 16,043 %    | 17,767 %               | 16,3 %     |
| 15        | 21. Januar 2017    | 16,917 %    | 18,829 %               | 19,6 %     |
| 16        | 21. Januar 2017    | 18,680 %    | 20,986 %               | 19,6 %     |